# Старониколаевский сельский округ
Старониколаевский сельский округ — упразднённая административно-территориальная единица, существовавшая на территории Рузского района Московской области в 1994—2006 годах.
Товарковский сельсовет был образован в 1927 году в составе Рузской волости Можайского уезда Московской губернии путём выделения из Кожинского с/с.
В 1929 году Товарковский с/с был отнесён к Рузскому району Московского округа Московской области и при этом переименован в Старониколаевский сельсовет.
17 июля 1939 года к Старониколаевскому с/с был присоединён Тимофеевский с/с (селения Акулово, Бараново, Тимофеево и Федотово).
28 декабря 1951 года из Старониколаевского с/с в Макеевский с/с были переданы селение Марьино и усадьба подсобного хозяйства завода «Борец».
14 июня 1954 года к Старониколаевскому с/с был присоединён Макеевский с/с.
1 февраля 1963 года Рузский район был упразднён и Старониколаевский с/с вошёл в Можайский сельский район. 11 января 1965 года Старониколаевский с/с был возвращён в восстановленный Рузский район.
3 февраля 1994 года Старониколаевский с/с был преобразован в Старониколаевский сельский округ.
13 ноября 2003 года в Старониколаевском с/о к деревне Федотово был присоединён посёлок пансионата «Отдых».
В ходе муниципальной реформы 2004—2005 годов Старониколаевский сельский округ прекратил своё существование как муниципальная единица. При этом все его населённые пункты были переданы в сельское поселение Дороховское.
29 ноября 2006 года Старониколаевский сельский округ исключён из учётных данных административно-территориальных и территориальных единиц Московской области.